# Costus subbiflorus
Costus subbiflorus är en enhjärtbladig växtart som beskrevs av Karl Moritz Schumann. Costus subbiflorus ingår i släktet Costus och familjen Costaceae.
Artens utbredningsområde är Tanzania. Inga underarter finns listade.